# Brezovica pri Medvodah
Brezovica pri Medvodah este o localitate din comuna Medvode, Slovenia, cu o populație de 10 locuitori.